# 文正街站
文正街站是建设中的杭州地铁18号线一期和杭海城际西延伸的一座车站，位于中华人民共和国浙江省杭州市临平区乔司街道星河南路与文正街交叉口，18号线沿星河南路南北向布置，杭海城际沿文正街东西向布置。

## 历史
- 2023年12月，杭海城际车站开工[1]。